# Leonera
Leonera é um filme de drama argentino lançado em 2008, sendo dirigido, co-escrito, co-produzido e co-editado por Pablo Trapero. O filme aborda a maternidade dentro do sistema prisional, estrelam a produção os atores Martina Gusmán, Elli Medeiros e Rodrigo Santoro. Leonera integrou a mostra competitiva do Festival de Cannes de 2008. O filme foi escolhido pelo seu país como candidato a uma vaga para disputa do Melhor Filme em Língua Estrangeira do Oscar 2009.

## Elenco
- Martina Gusman ... Julia
- Elli Medeiros ... Sofia
- Rodrigo Santoro ... Ramiro
- Laura García ... Marta
- Tomás Plotinsky ... Tomás
- Leonardo Sauma ... Ugo Casman

## Significado do título
A respeito do título do filme, o diretor Pablo Trapero explicou, em um coletiva de imprensa, que na Argentina o termo "leonera" significa "lugar de passagem" e, em geral, é usado para designar as zonas das prisões pelas que os presos devem passar para serem transferidos para dentro ou para fora da prisão. Além disso, "leonera" é um jaula em que tem encarcerados os leões ou leoas, quando estão prenhes ou prestes a parir, conceito que se associa à prisão feminina onde a protagonista Julia dá a luz ao seu filho.